# Tight Connection to My Heart (Has Anybody Seen My Love?)
Tight Connection to My Heart (Has Anybody Seen My Love?) – piosenka skomponowana przez Boba Dylana, nagrana przez niego w styczniu 1985 r., wydana na albumie Empire Burlesque w czerwcu 1985 r. oraz jako singel. Także znana jako „Tight Connection to My Heart (Has Anybody Seen My Love)”.

## Historia i charakter utworu
Utwór ten został nagrany w studiu The Power Station w Nowym Jorku 15 stycznia 1985 r. Była to ósma sesja nagraniowa tego albumu. Producentem sesji był Bob Dylan.
Piosenka ta ma dość długą historię, prawdopodobnie powstała w czasie nagrywania albumu Infidels i od tego czasu była wielokrotnie przez Dylana zmieniana, na niekorzyść zresztą. Dlatego też nie wiadomo, kiedy została nagrana podstawowa wersja utworu, z której skorzystano dokonując overdubbingu. Wczesna wersja tej piosenki została nagrana w czasie sesji do albumu Infidels jako „Someone’s Got a Hold of My Heart”. Dylan nagrał trzynaście wersji utworu w Power Station Studio w Nowym Jorku, na trzech sesjach nagraniowych – 16 kwietnia, 25 kwietnia i 26 kwietnia. Jedna z wersji nagranych zapewne 16 lub 25 kwietnia została wydana na albumie The Bootleg Series Volumes 1–3 (Rare & Unreleased) 1961–1991.
Utwór ten powstał pod wyraźnym wpływem filmu Sokół maltański z Humphreyem Bogartem w roli głównej, na co wskazuje ogólny ton i pewne fragmenty tekstu, oraz poruszające słuchacza momenty a także tajemnica. Piosenka ta jest bardzo obrazowa. Sam Dylan w wywiadzie dla pisma Spin powiedział: „'Tight Connection to My Heart' jest bardzo obrazową piosenką. Chcę zrobić z niej film”. Reżyser Paul Schrader wyreżyserował wideo do tej piosenki, jednak zarówno on jak i Dylan zdystansowali się później od rezultatu.
Piosenka ta ma dość silny romantyczny wydźwięk. Bohaterem jest poszukiwany człowiek, dzięki któremu poznajemy noc w amerykańskim postindustrialnym mieście – pełną niebezpieczeństw, gwałtu, ostrego handlu i neonów.
Kompozycja ta ma oczywiście także wiele odniesień do Biblii, na co zwrócił uwagę Bert Cartwright w artykule „The Bible in the Lyrics of Bob Dylan: 1985–1990”.
Dylan zadebiutował z tym utworem na koncercie w styczniu 1990 r. w Toad's Club w New Haven w stanie Connecticut i wykonał go jeszcze w tym roku jedenaście razy. W 1993 r. wykonał w zmienionej aranżacji ten utwór w nowojorskim Supper Club w listopadzie 1993 r. Te koncerty są do dziś uważane za jedne z jego najlepszych momentów na scenie. Od tamtej pory Dylan już nigdy nie wykonał tej piosenki na koncercie.

## Muzycy
- Bob Dylan – keyboards, wokal
- Mick Taylor – gitara
- Ted Perlman – gitara
- Robbie Shakespeare – gitara basowa
- Sly Dunbar – perkusja
- Peggi Blue, Queen Esther Marrow, Carolyn Dennis – chórki
- Richard Seher – syntetyzer (został dodany na sesji overdubbingowej w Shake Down Studio, w Nowym Jorku w marcu 1985 r.)
- Bashiri Johnson – instrumenty perkusyjne (został dodany na sesji overdubbingowej w Shake Down Studio, w Nowym Jorku w marcu 1985 r.)

## Dyskografia
Singel
- „Tight Connection to My Heart (Has Anybody Seen My Love)”/„We Better Talk This Over”

Albumy
- Empire Burlesque (1985)

## Wykonania piosenki przez innych artystów
- John Martyn – Piece by Piece (1985)

## Listy przebojów
| Rok  | Singel                                                    | Lista             | Pozycja | Lista                  | Pozycja |
| ---- | --------------------------------------------------------- | ----------------- | ------- | ---------------------- | ------- |
| 1985 | „Tight Connection to My Heart (Has Anybody Seen My Love)” | Billboard Hot 100 | 103     | Mainstream Rock Tracks | 19      |